# Harald Blåtands guldplatta

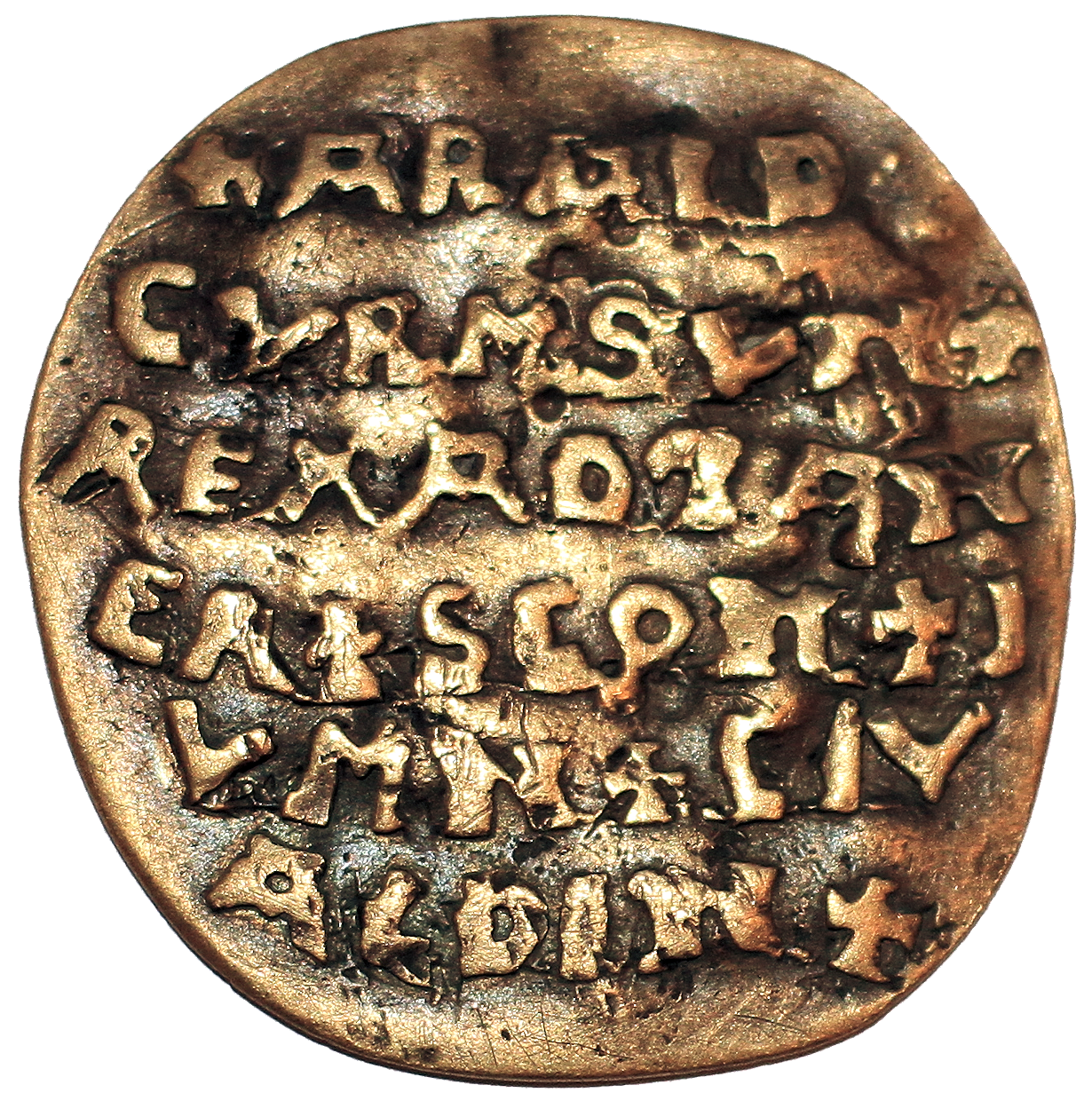
Guldplattans framsida.

Harald Blåtands guldplatta är en konvex-konkav guldplatta som väger 25,23 gram och är 4,5 cm i diameter. Harald Blåtand omnämns i guldplattans inskription. Plattan har okänt ursprung men påstås ha ingått i en skattgömma som upptäcktes år 1841 i byn Gross Weckow i dåvarande Preussen. Byn heter idag Wiejkowo och ligger strax utanför ön Wolin som tros vara den plats där Jomsvikingar hade sitt säte. Fyndet har ifrågasatts av forskare då bland annat skattgömman inte kunnat återfinnas och guldplattan inte liknar något annat fynd från samma tid.
Upptäckten av guldplattan ledde (genom arkeologen Sven Rosborn) till upptäckten av ett mycket stort familjearkiv med föremål, dokument och brev från andra världskriget och 1960-talet. Det är detta material som ligger till grund för innehållet i boken Vikingakungens guldskatt.

## Inskription och figur

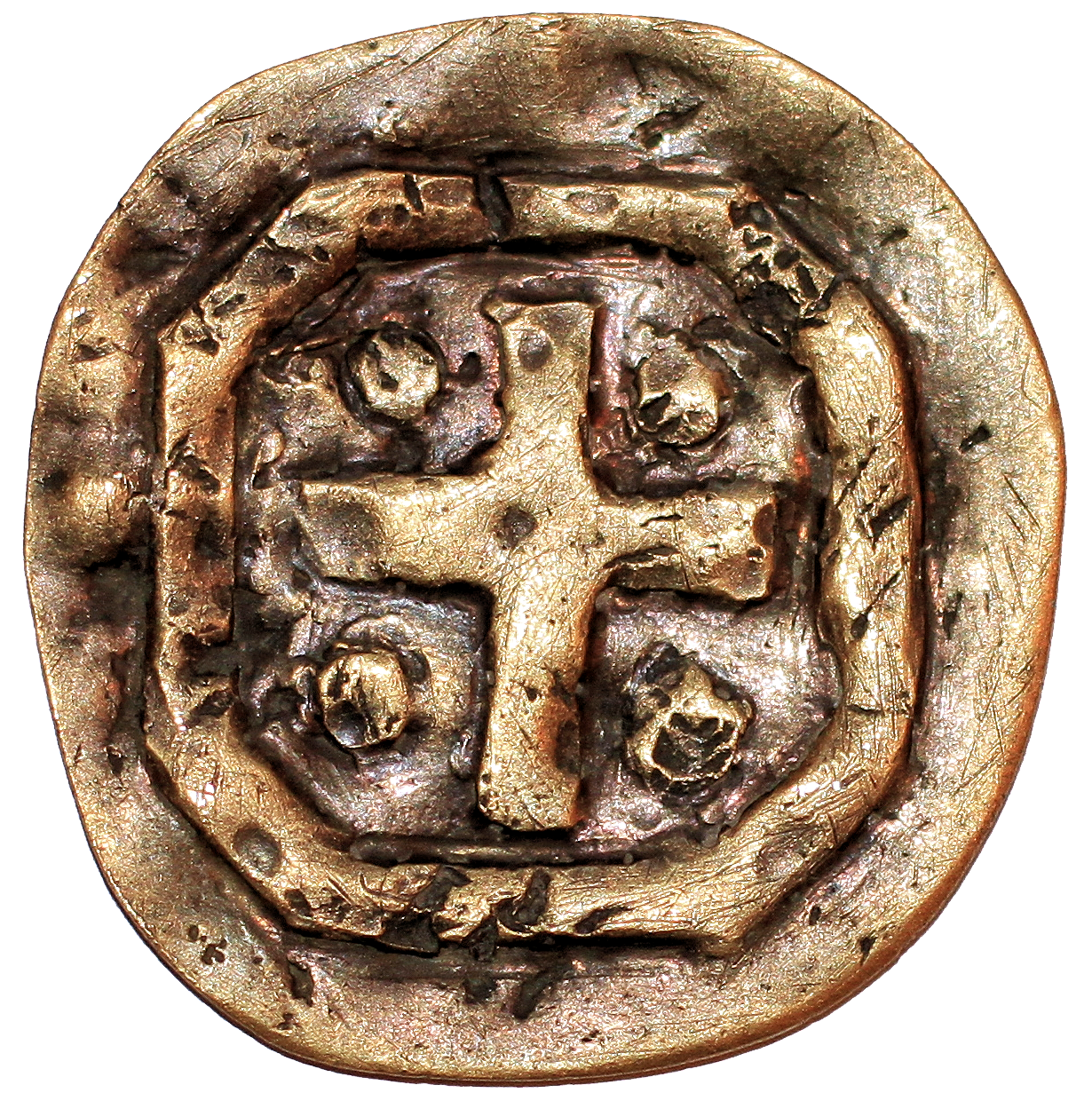
Guldplattans baksida.

Inskriptionen på framsidan lyder: "+ARALD CVRMSVN+REX AD TANER+SCON+JVMN+CIV ALDIN+".
En översättning av inskriptionen lyder: "Harald Gormson kung över danskar, Skåne, Jumne, biskopsstaden Aldinburg (Oldenburg i Holstein)".
På baksidan finns en oktagon som omsluter ett latinskt kors. Fyra punkter löper runt det latinska korset.

## Tillverkning
Plattan är metalliskt och tillverkningsmässigt undersökt på Lunds Universitets metallurgiska avdelning. Där konstaterades att plattan huvudsakligen var av guld, men med inblandning av flera andra metaller. Man konstaterade också att den inte var präglad utan gjuten i en så kallad förlorad form, det vill säga i endast ett exemplar från formen.

## Datering
Guldplattan är arkeologiskt sett ett lösfynd, det vill säga ett som är skilt från sitt arkeologiska sammanhang, och den har därför inte kunnat dateras genom ett sådant. Den grav den menas ha kommit ifrån har heller inte kunnat arkeologiskt undersökas. Plattan saknar också speciella kännetecken som kan knytas till en viss tidsperiod.
Enligt en teori, framförd av arkeologen Sven Rosborn, kan Harald Blåtands guldplatta ha tillverkats av en frankisk hantverkare i samband med Harald Blåtands begravning. Namnet Harald saknar nämligen "H" vilket överensstämmer med franskans stumma H. Enligt en annan teori, framförd i tidskriften Siden Saxo av den danska arkivarien Steffen Harpsøe, kan Harald Blåtands guldplatta ha tillverkats av lokala präster i området runt Jomsborg och Wiejkowo mellan 1050 och 1125.
I samband med kritik mot den av Rosborn publicerade boken Vikingakungens guldskatt, som bland annat handlar om graven med skatten i Wiejkowo och som tar upp guldplattan som en del av den, har arkeologen Jes Wienberg samt historikerna Kurt Villads Jensen och Wojtek Jezierski istället hävdat att plattan inte går att datera.